# James Francis Stafford
James Francis Stafford (26 de juliol de 1932) és un cardenal estatunidenc de l'Església Catòlica. Va exercir com a penitenciari major de la Penitenciaria Apostòlica, del 2003 al 2009.Anteriorment va exercir com a President del Consell Pontifici per als Laics (1996-2003), arquebisbe de Denver (1986-1996), bisbe de Memphis (1982- 1986), i bisbe auxiliar de Baltimore (1976-1982).Va ser elevat al cardenalat pel Papa Joan Pau II el 1998.

## Biografia

### Joventut i educació
James Staffordva néixer a Baltimore, Maryland, fill únic de Francis Emmett i Mary Dorothy (nascuda Stanton) Stafford. El seu pare era l'amo d'una botiga de mobles, que havia estat oberta pel seu avi (un immigrant irlandès) el 1902. Es va criar a Catonsville, i es va graduar a la Loyola High School el 1950.A continuació, va ingressar al Loyola College de Baltimore amb la intenció de seguir una carrera en medicina.No obstant això, en 1952, la mort d'un amic proper en un accident automobilístic li va fer replantejar el seu futur i ingressà al Seminari de Santa Maria de Baltimore.
Stafford va assistir al Seminari de Santa Maria durant dos anys abans de ser enviat per l'arquebisbe FrancisKeough per continuar els seus estudis a Roma al Pontifici Col·legi Nord-americà i la Pontifícia Universitat Gregoriana.Va obtenir una llicenciatura en Teologia per la Gregoriana el 1958.

### Presbiterat
Mentre que a Roma, Stafford va ser ordenat al presbiterat pel bisbe MartinO'Connor el 15 de desembre de 1957.Va ser ordenat juntament amb Edward Egan, qui es convertiria en cardenal i arquebisbe de Nova York. El seu primer destí, després de tornar als Estats Units, va ser com a vicari al'església de l'Immaculat Cor de Maria, a Baltimore, on va romandre fins a 1962. A continuació, va estudiar a la Universitat Catòlica d'Amèrica a Washington, DC, on va obtenir un Màster en Treball Social en 1964 amb una tesi sobre la cura de criança dels nens.
De 1964 a 1966, Stafford va exercir com a assistent de direcció de Caritas arxidiòcesanes i com a vicari de l'església de Santa Annade Baltimore.Va ser nomenat després director de la Fundació Infantil de l'Arxidiòcesi Catòlica pel cardenal Lawrence Shehan el 1966, servint per deu anys.El 1970, va ser creat Capellà de Sa Santedat pel Papa Pau VI.Va ser elegit president del Senat Presbiteral de l'arxidiòcesi a l'any següent. També va ajudar a reorganitzar el centre els serveis de l'arxidiòcesi i crear les seves estructures col·legiades.

### Episcopat

#### Bisbe auxiliar de Baltimore
L'11 de gener de 1976, Stafford va ser nomenat bisbe auxiliar de Baltimore i bisbe titular de Respecta pel Papa Pau VI. Va rebre laconsagració episcopal el 29 de febrer següent de mans de l'arquebisbe William Borders, amb el Cardenal Shehan i el bisbe Thomas Murphy servint com coconsagradors, a la catedral de Maria Reina.Trià com a lema episcopal In principiumeratVerbumJo 1;1
Com a bisbe auxiliar, va exercir com a vicari general de l'arxidiòcesi de Baltimore de 1976 a 1982. De 1978 a 1984, va dirigir la Comissió sobre el matrimoni i la vida familiarde la Conferència Catòlica dels Estats Units. També va exercir com a administrador de l'església de Sant Felip i Sant Jaume (1980-1981). Va assistir a la V Assemblea Ordinària del Sínode dels Bisbes, a la Ciutat del Vaticà, de setembre a octubre de 1980.

#### Bisbe de Memphis
El 17 de novembre de 1982, Stafford va ser nomenat segon bisbe de Memphis, pel Papa Joan Pau II.Es va instal·lar el 17 de gener de 1983. Durant el seu mandat, es va revisar l'estructura de la funció pastoral, la millora de les condicions fiscals de la diòcesi, i es va concentrar en l'evangelització dels afroamericans.
A més de les seves funcions a Memphis, va ser president de la Comissió d'Afers Ecumènics i Interreligiós de la USCCB (1984-1991) i copresident del diàleg entre catòlics i luterans (1984-1997).

#### Arquebisbe de Denver
Després de la mort de l'arquebisbe James Casey, Stafford va ser nomenat tercer arquebisbe de Denver el 3 de juny de 1986.Va instal·lar-se a la catedral de la Immaculada Concepció el 30 de juliol següent.
Durant el seu mandat, Denver va acollir el Dia Mundial de la Joventut el 1993, sent la primera vegada que se celebrava a Amèrica del Nord. En el seu últim any com a arquebisbe, va posar en marxa la primera campanya capital en quaranta anys i un "pla estratègic" per a les escoles catòliques.

### Carrera a la cúria romana
L'arquebisbe Stafford va ser nomenat president del Consell Pontifici per als Laics el 20 d'agost de 1996, ingressant al Col·legi Cardenalici al consistori del 21 de febrer de 1998, amb el títol de cardenal diaca de Gesù Buon Pastore alla Montagnola.
El 2003, el cardenal Stafford va ser nomenat Penitenciari Major, la supervisió dels assumptes relacionats amb les indulgències i el fòrum intern de l'Església. Era per tant un dels membres estatunidencs de més alt rang de la Cúria Pontifícia i el segon en servir com a penitenciari major, l'altre és William Wakefield Baum. El Penitenciari Major és un dels pocs oficials de la Cúria l'oficina no se suspèn automàticament en el moment de la mort del Papa, i és l'únic que pot estar en contacte amb algú fora del conclave.
Stafford va ser un dels cardenals electors que van participar en el conclave de 2005 que va seleccionar a Papa el cardenal Joseph Ratzinger, sota el nom de Benet XVI.
De conformitat amb el cànon 354 del Codi de Dret Canònic, el cardenal Stafford va presentar la seva carta de renúncia al Papa Benet XVI amb motiu de la seva 75 aniversari en 2007. El 2 de juny de 2009, el papa Benet va designar com el seu successor Fortunato Baldelli, que llavors era nunci apostòlic a França.
L'1 de març de 2008, el cardenal Stafford va prendre l'opció, després de deu anys com un cardenal diaca, per a la promoció al rang de cardenal prevere, i se li va assignar l'església titular de San Pietro in Montorio.
En 2009, se li va concedir un doctorat honorari per la Escola Dominicana de Filosofia i Teologia i admès al Col·legi de Companys.
El 26 de juliol de 2012, en complir els 80 anys, va perdre el dret a participar com a elector en un futur conclave.

## Crítiques a Obama
La versió en línia del National Catholic Reporter va informar el 19 de novembre de 2008, que el cardenal Stafford criticà amb duresa el president electe Barack Obama, dient que té «una agenda i visió que són agressius, pertorbadors i apocalíptica.»
La història va ser reportada per primera vegada per The Tower, el diari estudiantil de la Universitat Catòlica d'Amèrica, on Stafford va fer aquestes observacions.
Dient que els Estats Units va experimentar un "terratrèmol cultural" quan Obama va ser elegit President el 4 dede novembre dede 2008,Staffordva dir que el president electe «sembla un home somrient relaxat» amb habilitats retòriques que estan «molt altament desenvolupades. […] No obstant això, sota tota aquesta gràcia i encant, hi ha una tensió de voluntat, un estat d'alerta constant, per atacar i resistir qualsevol influència externa que pot afectar la seva voluntat». El cardenal va comparar els propers anys de l'administració d'Obama a «l'agonia de Jesús a l'hort de Getsemaní.»
La Catholic News Agency va revelar més detalls sobre les molt controvertides paraules del cardenal del 17 de novembre de 2008: «Si 1968 va ser l'any de "l'intent de suïcidi"dels Estats Units, el 2008 és l'any de l'esgotament dels Estats Units», va dir, contrastant l'any de publicació de la Humanae vitae amb aquest any d'eleccions. «Durant els propers anys, Getsemaní no serà marginal. Coneixem aquest jardí», va dir el cardenal Stafford a la seva audiència. Els catòlics que ploren les «llàgrimes de ràbia de la traïció» han de tractar d'identificar-se amb Jesús, que durant la seva agonia al jardí estava "malalt a causa de l'amor". El cardenal també va atribuir declivi dels Estats Units a les decisions del Tribunal Suprem com la sentència de 1973 a Roe v. Wade, que va imposar "lleis permissives sobre l'avortament a tot el país".

## Honors
Balí Cavaller del Sacre Orde Militar Constantinià de Sant Jordi (Casa de Borbó-Dues Sicílies)